# William Deng Nhial
William Deng Nhial (geb. 1929 in Tonj; gest. 5. Mai 1968 im Cueibet County) war ein Politiker im Südsudan. Er war der Führer der Sudan African National Union (SANU) von 1962 bis 1968. Er wurde ohne Gegenkandidat ins Parlament gewählt. Später war er Mitgründer der Rebellengruppe Anya-Nya zur Befreiung des Südsudans. Er wurde am 9. Mai 1968 bei Cueibet, auf seinem Weg von Rumbek nach Tonj, von den Streitkräften des Sudan in einen Hinterhalt gelockt und getötet. Die Regierung des Sudan bestritt jedoch die Ermordung beauftragt zu haben. Obwohl keine Ermittlung durchgeführt worden ist, konnten doch Augenzeugen in Cueibet und eine Untersuchung durch ein Komitee der SANU bestätigen, dass die Angreifer zu den Streitkräften des Sudan gehörten.

## Hintergrund
William Deng gehörte zum Volk der Dinka, und wurde in Tonj geboren, damals Teil der Region Bahr al-Ghazal.
Er trat der Regierung als Administrator bei.
William Deng glaubte an pan-afrikanischen demokratischen Sozialismus und solidarisierte sich mit den African Sudanese im Widerstand gegen die Arabisierung. Er strebte eine politische Partnerschaft mit den einheimischen Afro-Sudanesen, den Nuba, Fur, Bedscha, Nubia, Ingesenia und anderen Teilen des nördlichen Sudan. Diese afrikanischen Ethnien bildeten den Congress of New Forces (CNF), in der Verfassungsgebenden Versammlung in 1967/68, in Opposition zur Regierung des damaligen Premierministers, Muhammad Ahmad Mahdschub der Volks-Partei (arabisch حزب الأمة القومي, DMG Hizb al-Umma al-qawmmy).

## Exil
Einige Zeit nachdem die Armee 1958 die Macht übernommen hatte, floh William Deng ins Exil, wie auch andere Politiker aus dem Süden, darunter Pater Saturnino Ohure, Joseph Oduho und Alexis Bakumba. Saturnino Ohure und Joseph Oduho zogen von Uganda nach Kinshasa, Demokratische Republik Kongo, wo sich William Deng ihnen anschloss und sie die Sudan African Closed Districts National Union (SACDNU, arabisch الاتحاد الوطني الأفريقي السوداني, DMG Ettihad Al-Wataniy Al-Afriqiy Al-Sudani). William Deng wurde 1962 zum Generalsekretär der Partei gewählt. William Deng und Joseph Oduho verfassten 1962 gemeinsam ihr erstes Buch: The Problem of the Southern Sudan. In diesem Buch erklärten sie einen bewaffneten Kampf für die Unabhängigkeit des Südsudan von der arabisch dominierten Kolonialregierung in Khartum.
Die Exilanten zogen 1963 zurück nach Kampala in Uganda und benannten die Bewegung um in Sudan African National Union (SANU). Der neue Name wurde verändert um Solidarität mit anderen afrikanischen nationalistischen Bewegungen der Zeit zu unterstreichen. In Kampala wurde die SANU die Stimme der 60.000 Flüchtlinge, die sich in Lager in der Demokratischen Republik Kongo und Uganda geflüchtet hatten, jedoch war sie nicht in der Lage eine politische Präsenz in Sudan aufzubauen. Den SANU-Führern gelang es jedoch, den militärischen Flügel der SANU, die Anya-Nya, zu gründen, die 1963 im Südsudan zu operieren begann und Guerillaangriffe und Militäroperationen durchführte.
William Deng war für die Aufständischen in Bahr al-Ghazal verantwortlich, die im Januar 1964 einen schweren Militärangriff auf die sudanesische Militärgarnison in Wau starteten. Das Kommando über diese Anyanya übernahm Oberst Bernadino Mou Mou. Dabei wurden über zwölf SAF-Soldaten getötet und zahlreiche automatische Waffen erbeutet. Diese militärischen Aktivitäten stellten eine ernste Bedrohung für die Sicherheit dar und verstärkten die zivilen Demonstrationen, die die ohnehin schon zerfallende Militärregierung immer weiter herausforderten und untergruben. Als Reaktion auf den zunehmenden Druck verkündete der Militärherrscher, Generalmajor Ibrahim Abbud, seinen Rücktritt und machte den Weg für eine Zivilregierung frei, die am 21. Oktober 1964 beginnen sollte. Die neue zivile Provinzregierung unter Premierminister Sirr Al-Khatim Al-Khalifa unterstützte alle politischen Parteien im Norden wie im Süden, erklärte die Meinungs- und Vereinigungsfreiheit und ermöglichte politischen Parteien die Ausübung ihrer Tätigkeit. Die Regierung rief zu einer friedlichen Lösung des „Südsudan-Problems“ („problem of Southern Sudan“) auf.

## Rückkehr in den Sudan
Im Februar 1965 beschloss William Deng, nach Khartum zurückzukehren und die SANU zu registrieren. Die anderen Führer der SANU, angeführt von Aggrey Jaden, lehnten Dengs Vorschlag ab und beschlossen stattdessen, außerhalb Khartums weiterzumachen, bis die vollständige „Unabhängigkeit erreicht“ („independence is achieved“) sei. Dies führte zur Spaltung der SANU in zwei Fraktionen, eine innerhalb und eine außerhalb des Sudan. William Deng organisierte und registrierte die SANU im Sudan und wurde anschließend ihr Präsident. Aggrey Jaden hingegen wurde Führer der SANU außerhalb des Sudan.
Nach einer Kundgebung in Omdurman am 11. April 1965, an der 20.000 Süd- und Nordsudanesen teilnahmen, wurde die SANU im Sudan offiziell als politische Partei registriert.
Die SANU und Southern Front, eine Organisation, die in Khartum von Südsudanesen gegründet und von Stanislaus Paysama geführt wurde, war nicht formell registriert, aber politisch aktiv. In den folgenden vier Jahren war die SANU eine aktive Kraft in der sudanesischen Politik und befürwortete ein föderales Regierungssystem innerhalb eines vereinten Sudan. Die SANU im Exil lehnte Dengs gemäßigten Ansatz ab und entschied sich für einen separaten, unabhängigen Südsudan. Die Southern Front trat für ein Plebiszit ein, welches zwischen Autonomie, Einheit, föderalem Arrangement oder Trennung entscheiden sollte.
Die provisorische Regierung unter Sirr Al-Khatim Al-Khalifa hielt vom 24. Oktober 1964 bis zum 15. Juni 1965 eine Friedenskonferenz am Runden Tisch zum „Südsudan-Problem“ ab (Round Table Peace Conference on the „problem of Southern Sudan“). An der Konferenz nahmen mehrere politische Parteien aus dem Norden teil, darunter die Umma-Partei, die National Unionist Party (NUP), die Islamic Charter Front (NIF) und die Sudanesische Kommunistische Partei (SCP). Sowohl die SANU-Fraktionen als auch die von Clement Mboro geführte Southern Front (arabisch الجبهة الجنوبية) nahmen an der Konferenz teil. An der Konferenz nahmen auch afrikanische Beobachter aus Ägypten, Uganda, Kenia und Äthiopien teil. Während der Konferenz lehnten die Parteien des Nordens – wie schon zuvor – die verschiedenen Forderungen der Parteien des Südens ab. Um ihr Gesicht zu wahren, einigten sich die Parteien des Nordens und des Südens darauf, die Konsultationen fortzusetzen, indem sie ein zwölfköpfiges Komitee bildeten, welches das, was als „lokale Autonomie“ bezeichnet wurde, erwägen und untersuchen sollte.
Der Optimismus im Süden hinsichtlich einer Rückkehr zur Demokratie wurde schnell zunichte gemacht. Sirr Al-Khatim Al-Khalifa rief für Mai/Juni 1965 Wahlen aus, wie von den politischen Parteien im Norden gefordert. Die SANU und die Südfront boykottierten die Wahlen. So fanden die Wahlen letztlich ohne Beteiligung des Südens statt. Die Umma und die NUP gewannen.
Die beiden Parteien entschieden sich für eine Koalitionsregierung unter Führung des NUP-Vorsitzenden Ismail al-Azhari als Vorsitzenden des Obersten Rates (Mitgliedschaft von fünf männlichen Staatsoberhäupter) und des Umma-Premierministers Muhammad Ahmad Mahdschub, dessen Politik darin bestand, Krieg gegen die südsudanesische Waffenbewegung Anyanya und ihre Unterstützer im Land zu führen. Die Verfassunggebende Versammlung des Nordens billigte diese Politik, um Krieg und Verfolgung gebildeter Südsudanesen im Süd- und Nordsudan fortzusetzen. In der Folge ließ Premierminister Mahdschub vom 9. bis 15. Juli 1965 in Wau, Juba und anderen Städten ein massives Massaker an Gebildeten und Häuptlingen vollziehen.
Trotzdem investierte William Deng viel Zeit und Mühe, um die Regierungschefs von den Vorteilen einer Lösung des Nord-Süd-Konflikts zu überzeugen. Er wies auf die unerwünschte Wahrheit hin, dass die im Süden stationierten Soldaten des Nordens tagsüber das Kommando hätten und nachts brutale Killer seien. Wenn der Stillstand beendet würde, würden die Militärkosten sinken und der Süden könnte den Norden mit Nahrungsmitteln versorgen, die Überschüsse für den Export hätten. Er war mit seinen Argumenten nicht erfolgreich.

## Ermordung
In den Wahlen von 1968 gewann William Deng seinen Sitz mit überwältigender Mehrheit, wurde jedoch ermordet, gerade als das Ergebnis verkündet wurde.
Deng und andere Mitglieder seiner Partei wurden am 9. Mai 1968 in Cueibet County im Bundesstaat Lakes an einem Ort getötet, der heute William Bridge heißt. Es gab wenig Zweifel daran, dass die Armee für den Mord verantwortlich war, obwohl die Regierung die Rebellen beschuldigte. Die Regierung ordnete eine Untersuchung an, veröffentlichte jedoch nie einen Bericht über die Vorfälle. Laut Muhammad Omar Bashir „stellte die Ermordung von William Deng einen großen Rückschlag in den Beziehungen zwischen Nord und Süd dar. Dengs Entscheidung, 1965 in den Sudan zurückzukehren, um an der Round Table-Konferenz teilzunehmen, und seine Teilnahme an dieser Veranstaltung, am Zwölf-Mann-Komitee, an der Konferenz der politischen Parteien und an der Nationalen Verfassungskommission hatten allesamt einen positiven Beitrag zur Suche nach einer Lösung des Südproblems geleistet“ („The murder of William Deng represented a great setback in North-South relations. Deng’s decision to return to the Sudan in 1965 to attend the Round Table Conference and his participation in that event, in the Twelve-Man Committee, in the Political Parties Conference and in the National Constitution Commission had all made a positive contribution to the search for a solution of the Southern problem“).
William Deng wurde in seiner Heimatstadt Tonj begraben. Er gilt als Nationalheld. Sein Grab verfiel jedoch und wurde teilweise als Mülldeponie und teilweise von örtlichen Brauereien genutzt. Im Mai 2011 wurde den Bewohnern in der unmittelbaren Umgebung des Grabes eine Frist von einem Monat gesetzt, damit die Grabstätte gereinigt werden konnte. Sein Sohn Nhial Deng Nhial wurde später ein führender Politiker der sudanesischen Volksbefreiungsbewegung und im Dezember 2008 zum Minister für SPLA-Angelegenheiten bzw. Verteidigungsminister ernannt.